# Mrągowo
Mrągowo (udtale.  [mrɔŋˈɡɔvɔ] indtil 1947 polsk: Ządźbork [ˈʐɔɲd͡ʑbɔrk];  ( hør)) er en ferieby i det nordøstlige Polen, med 21.889 indbyggere (2019).  Den er hovedstaden i Powiat Mrągowski og sæde for (men ikke en del af) landdistriktet  Gmina Mrągowo i voivodskabet Województwo warmińsko-mazurskie.
Byen ligger i den historiske region Masurien, i det Masuriske Søområde, ca. 60 km øst for Olsztyn.
Den ligger ved bredden af søerne Czos, Sutapie Małe, Sołtysko, Czarne, Juno og Piecuch.